# 東京都市大学建築都市デザイン学部
東京都市大学建築都市デザイン学部（とうきょうとしだいがくけんちくとしデザインがくぶ、Faculty of Architecture and Urban Design）は、東京都市大学に設置されている建築学と、都市に関連する工学に関する学部。建築学科と都市工学科（土木工学系）の2学科が設置されている。
なお、関連する大学院については、同大学の大学院総合理工学研究科に建築学専攻と土木工学専攻が開設されており、合わせて紹介する。

## 沿革
- 1942年 当時の実業学校令、専門学校令による武蔵高等工業学校開設。機械・電気・土木・建築の4工学科を設置。
- 1944年 武蔵工業専門学校と改称。機械・電気・土木・建築の4科に改称
- 1949年 学制改革により武蔵工業大学に昇格する。土木・建築の4科は建設工学科に改組
- 1955年 学校法人東横学園と合併して法人名を五島育英会と改称。
- 1957年 建設工学科を建築工学科、土木工学科に分離。
- 1960年 建築工学科を建築学科と改称。
- 1966年 大学院工学研究科開設。修士課程に建築学各専攻を設置。
- 1968年 大学院工学研究科に博士課程を開設し、建築学各専攻を設置。
- 1972年 大学院工学研究科修士課程に土木工学専攻を設置。
- 2002年 土木工学科を都市基盤工学科と改称。土木工学専攻を都市基盤工学専攻と改称。
- 2007年 都市基盤工学科を都市工学科と改称。
- 2009年 武蔵工業大学と東横学園女子短期大学が統合し「東京都市大学」に校名変更。
- 2011年 大学院工学研究科都市基盤工学専攻を都市工学専攻と改称。
- 2018年 大学院工学研究科を総合理工学研究科に改称
- 2020年 建築都市デザイン学部を開設。建築学科と都市工学科が工学部から移行。

## 学部組織
建築都市デザイン学部
- 建築学科
- 都市工学科

## 大学院
総合理工学研究科
- 建築学専攻
- 土木工学専攻